# Ekstrakcija podataka s optičkih medija
Ekstrakcija podataka s optičkih medija (engleski ripping) je postupak kopiranja audio i video podataka multimedijalnih uređaja (kao što su CD, DVD ili HD DVD-a) na drugi digitalni medij za pohranu kao što je hard disk, CD, DVD, itd.
Svrha kopiranja može biti sigurnosno kopiranje izvornog medija, ali je često
radi s ciljem distribuiranja takvih materijala preko peer-to-peer usluga,
ilegalne distribucije iako je materijal zaštićen autorskim pravima. 
U računalnom žargonu osoba koja kopira naziva se ripper.